# Johan van der Meer (Radsportler)
Johan van der Meer (* 16. November 1954 in Geelen) ist ein ehemaliger niederländischer Radrennfahrer.

## Sportliche Laufbahn
Johan van der Meer war im Straßenradsport aktiv. 1974 siegte er im Etappenrennen Flèche du Sud, 1977 im Le Circuit de Mineurs. 1977 gewann er den Circuit de Mines. Mit der Nationalmannschaft bestritt er 1976 das britische Milk Race und belegte dort den 41. Rang.
1978 wurde er Berufsfahrer und blieb bis 1982 als Radprofi aktiv. 1980 war er im Rennen Dwars door Vlaanderen vor Jan Raas erfolgreich. 1981 gewann er eine Etappe der Ruta del Sol. Zweimal bestritt er die Vuelta a España. 1980 schied er aus, 1981 wurde er 28. des Endklassements.